# Bukhólovo
Bukhólovo (en rus: Бухолово) és un poble de l'óblast de Vladímir, a Rússia, segons el cens del 2010 tenia 33 habitants. Pertany al districte municipal de Sóbinka.